# گاومیشان (مهاباد)
گاومیشان (مهاباد)، روستایی از توابع بخش خلیفان شهرستان مهاباد در استان آذربایجان غربی ایران است. 

## جمعیت
این روستا در دهستان کانی‌بازار قرار دارد و براساس سرشماری مرکز آمار ایران در سال ۱۳۸۵، جمعیت آن ۱۴۹ نفر (۲۱ خانوار) بوده‌است.